# ペニーアーケードの年
『ペニーアーケードの年』は、日本のネオアコ・バンドである b-flower の1枚目のアルバム。自主製作デビューEP『日曜日のミツバチ』で脚光を浴びた翌年の1992年1月25日に、ポルスプエスト・レコードより、その第一弾アーティストとしてリリースされた。

## 収録曲
1. ペニーアーケードの年 (2:45)
  - 作詞・作曲：八野英史
  - オリジナル・バージョン。初シングル『舟』のカップリングとしてカットされた。子供靴メーカーアキレスのCMソング（1年間のO.A.の後、好評のためさらに1年間継続された）。
  - Remix バージョンがEP『Nobody Knows This Is Nowhere』に、別バージョンがミニアルバム『Clover Chronicles I』に収録されている。
  - 影響を受けたアメリカの作家スティーヴン・ミルハウザーの小説『イン・ザ・ペニーアーケード』に呼応する形で、「その日のうちに曲になったような覚えがある」（八野）[1]。
2. Knock! Knock! Knock! (4:01)
  - 作詞・作曲：八野英史
3. Graceland (4:33)
  - 作詞・作曲：八野英史
  - デビューEP『日曜日のミツバチ』収録の『エスケイプ、それも37回目の』と同時期につくったという曲。両曲とも、八野が言うところの「ホールデン的逃避行」が見え隠れする（ホールデンは、八野が敬愛するサリンジャーの小説『ライ麦畑でつかまえて』の主人公）[2]。
4. 僕のせいじゃない (3:32)
  - 作詞：八野英史、作曲：八野英史、鈴木浩
  - 岡部の初参加作品。
  - 「シンプルな曲とアレンジでほとんど一発録り」（八野）。
  - 歌詞に出てくる「ブローティガン」はリチャード・ブローティガンで、「独特の軽さと不思議な深みがあって」八野が好きだと公言しているアメリカの詩人[2]。
5. Dear, 1984年の僕 (3:35)
  - 作詞・作曲：八野英史
  - オリジナル・バージョン。別バージョンがミニアルバム『Clover Chronicles I』に収録されている。
  - 「本来の自分を見失い、そもそも本来の自分といえるものが過去に存在したのかどうかもわからなく」なり、「あの頃」の自分に会いたくなって出す手紙は、しかし、決して届くことはない。1989年にできた「（晩秋になると）毎年のように思い出してしまう、とてもやっかいな自作曲」[3]。
6. プロテストソング (Instrumental) (3:06)
  - 作曲：小池克典
7. 日曜日のミツバチ (4:00)
  - 作詞・作曲：八野英史
  - デビューEP『日曜日のミツバチ』には Manchester バージョンと Bristol バージョンが収録されている。
  - ミニアルバム『Clover Chronicles I』にも別バージョンが収録されている。
  - 詳細は、デビューEP『日曜日のミツバチ』の項を参照のこと。
8. でも それは こわれやすい (2:50)
  - 作詞：八野英史、作曲：八野英史 、鈴木浩
  - 八野と鈴木の共作は、まず鈴木がだいたいのコード進行とギター・カッティングを持って来て、それに八野がメロディーをつけるというパターンが主。ちなみに八野によると、「初期の b-flower にはスミスっぽい曲が結構あり…この曲もそう」だが、当時は「実際それほど曲調や歌い方が近いという認識」はなかった[2]。
9. そこは君の場所ではない (2:44)
  - 作詞：八野英史、作曲：八野英史、鈴木浩
  - 何らかの「テーマ」ではなく、画像や言葉の切れはしなどの「イメージ」から始まる曲作りはうまくいく場合が多いという八野。この曲では「似合わない赤いスカートをはいた憂鬱が、雨の中を通りの向こうから やって来る。」というイメージ（短い文章）が、まず脳裏に浮かんだという[2]。
10. 丘の人、森の人 (Instrumental) (1:06)
  - 作曲：小池克典
  - 「9曲目と11曲目の間に、なんか インストゥルメンタル曲が欲しいなということになって、小池君が作って来たのがこの曲」で、タイトルは「何度も聴いているうちに、妄想のようなものが次から次に連なって」生まれた[2]（八野）。
11. 君がいなくなると淋しくなるよ (3:27)
  - 作詞・作曲：八野英史
  - 同年にイギリスでリリースされた、日英の新進インディーズバンドのコンピレーション盤『The Birth of The True』への参加曲。
  - 「心の中の『空想故郷』が舞台になっている分、リアリティーが薄く、タイトルの「直せつ的であるがゆえの平面さ」も手伝って、不思議な仕上がり」になっているとは八野本人の弁。ちなみに、八野の夕暮れ好きは有名で、この曲にも「マーマレードの雲」が出てくる[2]。
  - 1991年9月の東京初ライヴツアーでも披露された。
12. April Rain (3:37)
  - 作詞・作曲：八野英史
  - 八野曰く、「Everything But The Girl のトレイシー・ソーン（Tracy Thorn）の影響があからさま」だが、（大学時代によく）女友達の部屋へ向かった時の「なんとも言えないゆるやかな時間の流れ」が触感的に喚起されて「嫌いじゃない」[2]。

## 音楽誌評
「アルバム『ペニーアーケードの年』はプロフェッショナルな匂いのしない、しかしクオリティーは高い、という本当に貴重な美しさをたたえた曲が並んでいる」「バンド編成なのに限り無くアコースティックな脆い音、、、全て仮定でしかない今にも崩れそうな詞ーーーしかしこの徹底した思い込みのなんと美しい事か」（以上、ROCKIN'ON JAPAN）

## 備考
- ドラマーの橋本が諸事情により制作の途中で脱退。新たなドラマーとして、八野の昔のバンド仲間であった岡部に打診（八野と岡部は大学時代に The elements の渡辺とバンドを組んでいた）。岡部は当時、おかげ様ブラザーズのドラマーであったが快諾、制作は無事続行となった。
- よってアルバム・ジャケットのクレジットには、現メンバーの八野、鈴木、岡部と旧メンバーの湯田、小池、橋本の計6名が、メンバーとして記されている。
- 2010年現在、廃盤。